# José Pereira da Silva

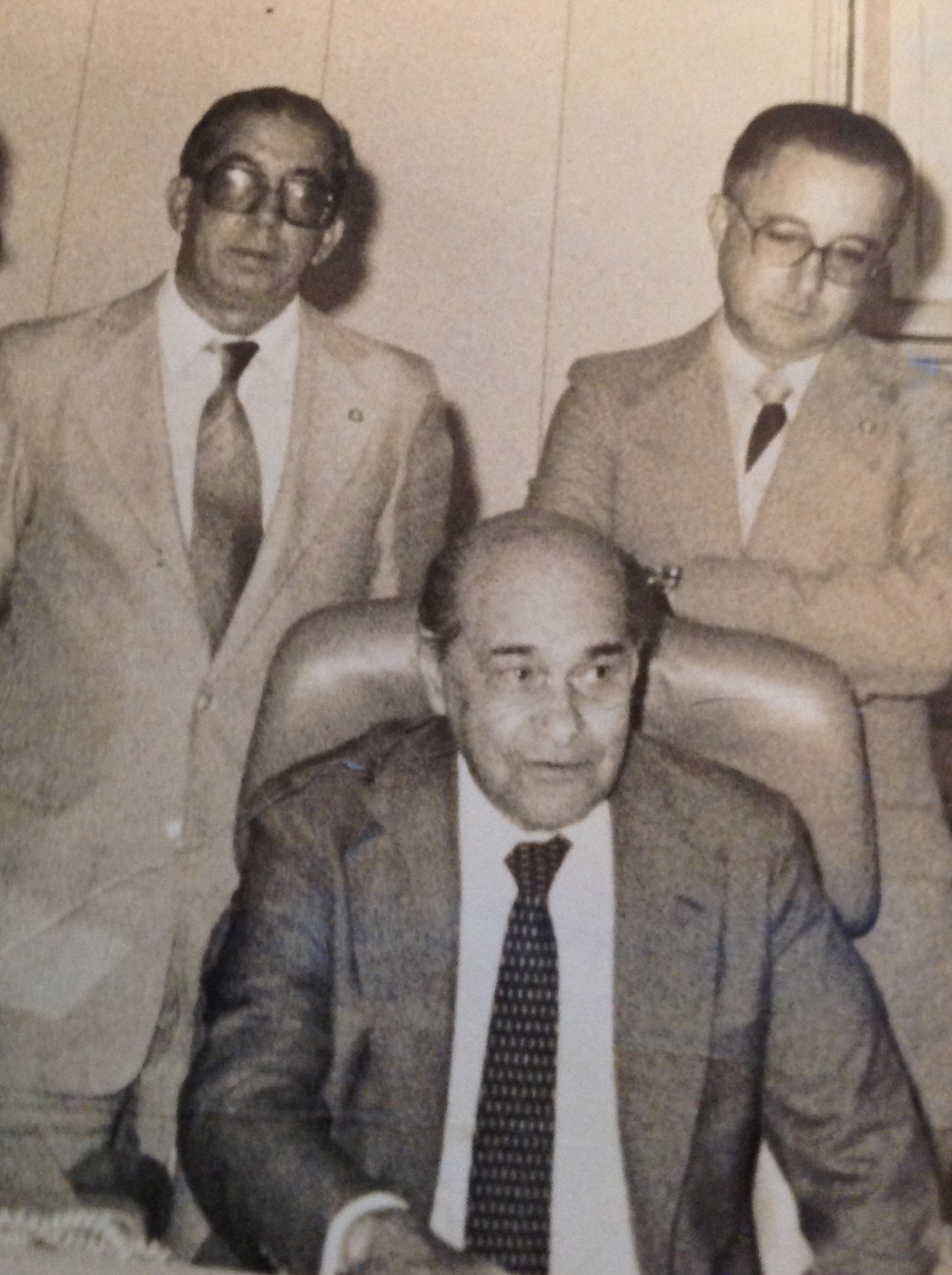
Deputado José Pereira da Silva ao lado do governador Tancredo Neves, juntamente com um dos vice líderes do governo

José Pereira da Silva (1932 - 2004) foi um político brasileiro do estado de Minas Gerais. Foi deputado estadual de Minas Gerais na 9ª e na 10ª legislatura (1979 - 1987). Antes de exercer a política, como contador foi presidente do conselho regional de contabilidade do estado de Minas Gerais.
Filho de João Pereira de Figueiredo e Guiomar Ribeiro da Silva nasceu em Ipuiuna, cidade do sul de Minas Gerais, no dia 11 de abril de 1932. De seu casamento com Ribeira Nogueira da Silva, nasceram sete filhos: Maria Célia Nogueira da Silva , Regina Célia Nogueira da Silva, José Henrique Nogueira da Silva, José Roberto Nogueira da Silva, Sueli Nogueira da Silva, Fernando Nogueira da Silva e Marcelo Nogueira da Silva.
Em 1950, mudou-se para Pouso Alegre, formou-se em Técnico de Contabilidade, pela Escola de Comércio São José, e em Direito, pela Faculdade de Direito do Sul de Minas.
Contabilista abriu e geriu escritórios em várias cidades do sul de Minas Gerais, como Pouso Alegre, Ipuiuna, Conceição dos Ouros, Estiva e Monte Sião. Sob sua liderança foi implantada em Pouso Alegre a Seção do Conselho Regional de Contabilidade, a qual presidiu por alguns anos.
A par da atividade contábil, exerceu com proficiência a advocacia e a atividade mercantil, abrindo diversos estabelecimentos comerciais no Município de Pouso Alegre.
Líder convicto ingressou na vida política filiando-se ao MDB, hoje PMDB, colaborando substancialmente na expansão desse partido, com a criação de vários diretórios nas cidades da região.
José Pereira liderou, no sul de Minas, o histórico movimento das “Diretas Já”, lutando, ao lado de Tancredo Neves e Hélio Garcia, além de outras personalidades mineiras, pelo retorno da democracia participativa com o voto direto pelo povo brasileiro.
Elegeu-se deputado estadual por duas legislaturas seguidas: 1979 a 1982; e 1983 a 1986. Entre suas funções legislativas, foi Vice-Líder do Governo na segunda legislatura.
Foi nomeado Diretor Administrativo e Financeiro da Hidrominas (empresa estatal mineira) de 1987 a 1994. Sua atuação pública ilibada e proba rendeu-lhe várias condecorações: Medalha de Honra da Inconfidência, Medalha de Santos Dumont e Construtor do Legislador Mineiro.
Trabalhador incansável tinha como principal virtude a simplicidade. Essa característica cativante o levou a ser eleito por duas vezes, sem a necessidade de campanhas dispendiosas. Como deputado, além do gabinete na Assembleia Legislativa, tinha sua residência em Belo Horizonte e Pouso Alegre sempre à disposição das pessoas que o procuravam.
Problemas de saúde compeliram-no a se afastar da lida política. Entretanto, até o fim dos seus dias dedicou sua reputação irretocável ao bem da população, intervindo em favor dela junto a autoridades políticas e administrativas